# 川﨑宗則
川﨑 宗則（かわさき むねのり、1981年6月3日 - ）は、鹿児島県姶良市出身のプロ野球選手（内野手）、コーチ、野球解説者。右投左打。愛称は「ムネリン」他（後述）。

## 経歴

### プロ入り前
兄の影響で野球を始め、重富小学校時代、「重富少年野球クラブ」という軟式野球のスポーツ少年団に入団。当初は右打ちだったが、重富中学校時代にイチローの影響で左打ちに変更した。
高校は鹿児島県立鹿児島工業高等学校へ進学。甲子園への出場は叶わなかったものの、50m走で5秒9を記録するほどの俊足、同じ左打ち、安打数の多さから、地元球界ではイチローにちなんで「サツロー（薩摩のイチロー）」と呼ばれることもあった。
1999年のNPBドラフト会議にて福岡ダイエーホークスから4位指名を受け、契約金4000万円、年俸600万円（年俸は推定）という条件で入団。背番号は52。

### ダイエー・第一次ソフトバンク時代
2000年 ウエスタン・リーグ公式戦に正遊撃手として起用。最終規定打席へ到達するとともに、チームトップ（リーグ5位）の打率.300を記録した。
2001年 ウエスタン・リーグ2位の29盗塁を記録。同年10月3日に一軍初出場。
2002年 ウエスタン・リーグ公式戦で打率.367を記録。最終規定打席をわずかに下回ったが、リーグの規定によって首位打者と認定された。9月には、正二塁手・井口資仁の戦線離脱に伴い、二塁手として一軍公式戦に出場。シーズン終了後に開催の第15回IBAFインターコンチネンタルカップにも、日本代表のメンバーとして出場した。
2003年 鳥越裕介の故障により、「2番・遊撃手」で初の開幕先発出場。鳥越の復帰後は小久保裕紀の長期離脱で空いた三塁手に回り、初の規定打席到達で打率.294・2本塁打・51打点・30盗塁を記録し、チームのリーグ優勝・日本一に貢献。
2004年 遊撃手のレギュラーに定着し、全試合フルイニング出場と打率3割を記録。最多安打（171本、三冠王を達成した松中信彦と同数）・盗塁王（42個）・ベストナイン・ゴールデングラブ賞を獲得。同年から盗塁数と同数の車椅子を寄贈する「走れ!川崎プロジェクト」を立ち上げ、2006年末に吉武真太郎・吉本亮・山崎勝己・井手正太郎をメンバーに、自身がオーナーを務めて軟式野球チーム「宗rin's」を作って小・中学生と交流するなど、積極的にメセナ活動も行っている。
2006年 シーズン開幕前の3月に開催された第1回ワールド・ベースボール・クラシック(WBC)の日本代表に選出された。同大会では、遊撃手として優勝に貢献。決勝戦（対キューバ戦）では、6対5と1点差に迫られた9回表にイチローの安打で二塁から生還。その際、アリエル・ペスタノのブロックのわずかな隙間から右手をねじ込んで生還し、「神の右手」として話題になったが、このプレーで右肘を負傷した。

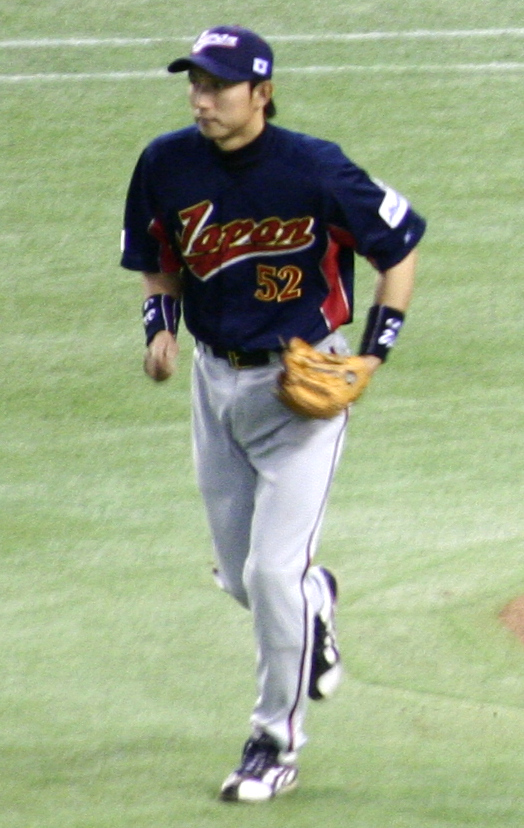
第1回WBCでの川﨑

WBCでの怪我の影響で、シーズン復帰は4月中旬までずれ込んだ。シーズンでは2年ぶりの打率3割を記録し、2度目となるベストナイン・ゴールデングラブ賞を獲得。同年、鹿児島工業高校が第88回全国高等学校野球選手権大会に初出場した際、紫の刺繍で校名を縫い取ったスポーツバックを贈った（同校はベスト4に進出）。同年春、川崎は自主トレーニングでこの母校の野球部の後輩たちと一緒に練習を行なった（公式HPの日記より）。
2007年 シーズン中2度に亘る長期離脱の影響で、95試合の出場に留まり規定打席に到達しなかった。しかし打率.329を記録。
2008年 セ・パ交流戦で最多安打（37安打）・打率.366を記録。ソフトバンクの交流戦初優勝に貢献し、野手としては初の交流戦MVPに選出された。8月に開催された北京オリンピックの野球日本代表に選出されたが、シーズン中から痛めていた左足の怪我を押して出場したため骨膜炎を発症。帰国後、左足第二中足骨の疲労骨折が判明。王貞治の監督最終試合であるシーズン最終戦（対東北楽天ゴールデンイーグルス戦）で復帰した。
2009年 シーズン開幕前の3月に開催された第2回WBCの日本代表に選出され、2大会連続2度目の選出となった。同大会では、三塁手として5試合に出場。準決勝のアメリカ合衆国戦で「9番・三塁手」で先発出場し、2安打1打点1盗塁と勝利に貢献した。
シーズンではリーグ2位で自己最多の44盗塁、犠打は球団記録を塗り替える43個を決めたが、打率.259（自己最低）に終わった。
2010年 選手会長に就任。3月27日の対オリックス・バファローズ戦（福岡 Yahoo! JAPANドーム）で通算1000安打を達成し、3月31日から4月23日まで22試合連続安打を打って自己記録を更新、プロ入り11年目で初の月間MVPを獲得した。9月25日の対北海道日本ハムファイターズ戦（札幌ドーム）で1000試合出場を達成。ダルビッシュ有から内野安打を放って188安打とし、広瀬叔功のシーズン187安打を抜く球団新記録を達成し、190安打まで記録を伸ばした。このシーズンのダルビッシュとの対戦成績は19打数10安打打率.526と相性が良かった。2004年以来6年ぶりの全試合出場を果たし、チームのリーグ優勝に貢献したが、クライマックスシリーズ第2戦以降は21打席連続無安打と不振に陥り、日本シリーズ進出はならなかった。
オフでは11月5日に右肘関節遊離軟骨除去手術を受けたほか、出身地の姶良市から「あいらふるさと大使」に任命された。同年、家畜伝染病・口蹄疫の被害を受けている宮崎県に義援金として100万円を寄付した。
2011年 8月22日に福岡市内在住の一般女性と婚約したことを発表。シーズンでは本多雄一・松田宣浩と共にフルイニング出場を達成、同一球団から3人がこの記録を達成するのは2リーグ制以後では初の快挙となった。シーズン前半は安打・出塁・盗塁ともに前年までの実績に比べ少なく1番打者として物足りなさも感じさせたが、シーズン後半には出塁・盗塁を増やし巻き返した。2011年レギュラーシーズンにおいてソフトバンクは3番内川聖一が先制打を放った試合は14勝3敗2分け、勝率.824と圧倒的な有利さを示しており、これは内川の勝負強さもさることながら、1番川﨑が出塁して2番本多が確実に犠牲バントで送る、あるいは2番本多が出塁して2盗するといった形で、内川の前に走者として二塁まで進んでいたことがいかに多かったかも示す。本多がリーグトップの53犠打を記録できたのも、川﨑の出塁あってこそであった。
クライマックスシリーズの西武戦では初打席で帆足和幸から二塁打を放つなど12打数5安打打率.417と結果を残しチームのCS突破に貢献した。
シーズンオフの12月1日には海外FA権を行使し、トニー・アタナシオを代理人としてMLB挑戦を目指すことを表明。イチローのいるマリナーズ入りを強く希望し、叶わない場合はホークスへの残留を希望した。

### マリナーズ時代
2012年1月5日、シアトル・マリナーズとマイナー契約を結んだと明らかにした。日本凱旋試合直前までのスプリングトレーニングには招待選手として参加し打率.387を記録。3月6日の試合ではイチローと共に先発出場し、試合後には「きょうは僕の記念日。（初めて）イチローさんとバッティング練習から一緒だった。テンション上がります」とコメントした。26日には日本での開幕戦特別規則となるメジャー28人枠に昇格。日本での開幕戦2試合では出場機会がなかったものの、その後のスプリングトレーニングでも好調を維持し、最終的に参加選手中最高となる打率.455、OPS1.012を記録し、本土開幕メジャー入りを果たす。

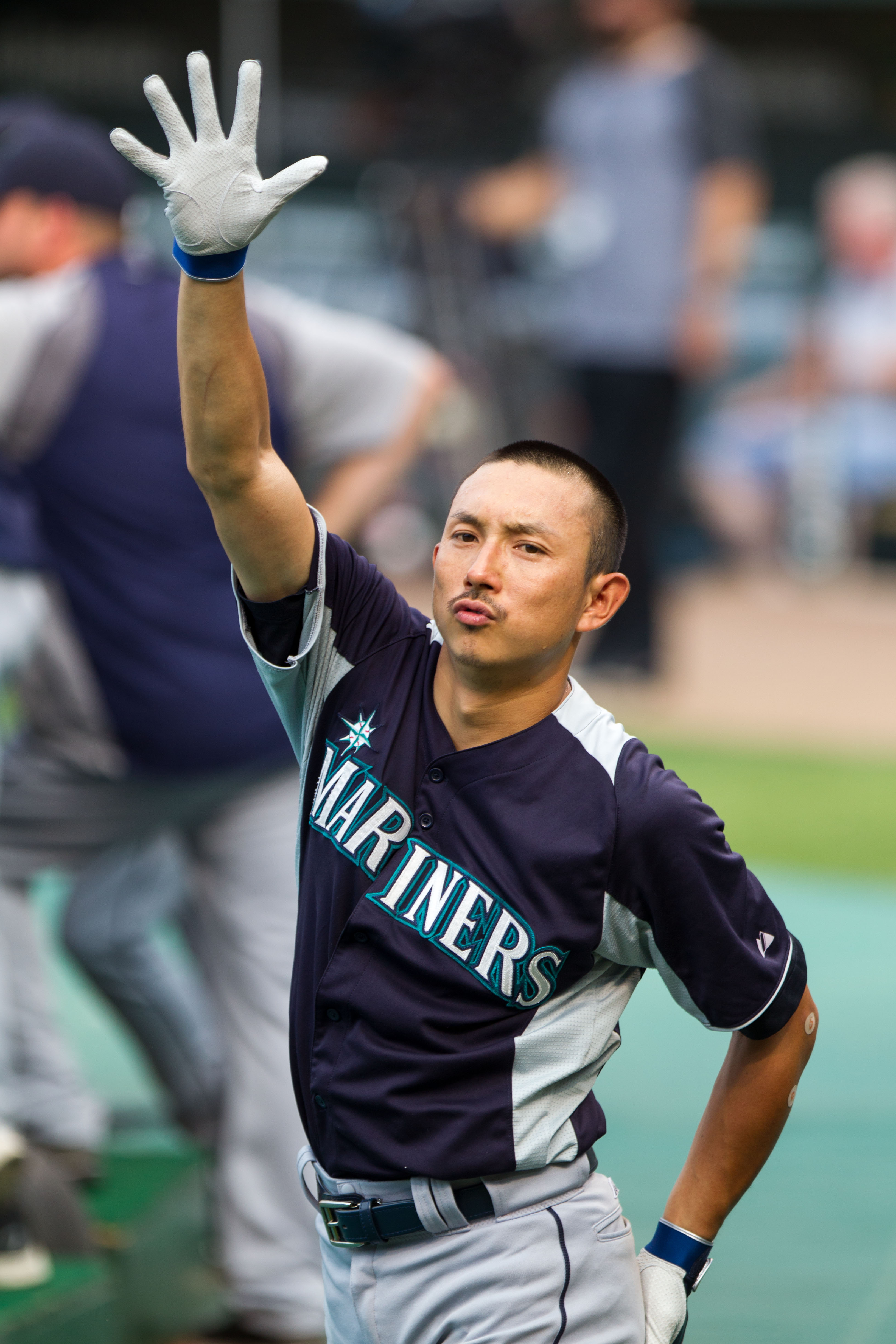
シアトル・マリナーズ時代
（2012年8月6日）

4月7日のオークランド・アスレチックス戦で「9番・遊撃手」としてメジャーデビュー。初打席は遊ゴロに終わったものの、2打席目にバートロ・コローンからMLB初安打初打点を記録。試合後には「今日は絶対忘れられない日になる。（打った直後にベンチにいた）イチローさんから声が聞こえた。はっきり分からなかったが“いいぞ！”だったと思う。それが一番だったかもしれない」とコメントした。4月30日に正捕手のミゲル・オリボが故障者リスト入りした際には、監督のエリック・ウェッジの「打撃好調なヘスス・モンテロとジョン・ジェイソの2人を常時起用したい」という意向もあり、5月3日には三塁コーチのジェフ・ダッツから緊急時の捕手としての指導を受けた。前半戦は主に代走や守備固めとして出場し、打率.185、出塁率.254の打撃成績で前半戦を折り返し、7月12日にはMLBOB協会が主催するハート&ハッスル賞の候補に選出される。最終的な受賞は逃したが、記念の盾を贈られた際には「アメリカで賞をもらうなんて思ってもいなかったので。眠れないと思います。抱いて寝ます」とコメントした。後半戦も主に代走や守備固めとして出場し、打撃成績は23試合の出場で打率.205、出塁率.262を記録。守備ではシーズン通算で38試合の出場ながら遊撃守備でUZR0.8、DRS±0を記録し、遊撃手を務めた日本人選手で初めて遊撃守備指標の数値が±0を下回ることなくシーズンを終えた。シーズン終了後には「（シーズン中にニューヨーク・ヤンキースへトレードされた）イチローさんも頑張っていますね。僕ももっともっと頑張ろうと思う」とコメントした。10月24日に40人枠から外れ、FAとなり、オフには代理人をSFX社のマイク・ビーバーに変更し、「代理人に希望は伝えてある。ばたばたと決まるのが米国。イチローさんとまたやりたいという思いはある」と語った。

### ブルージェイズ時代

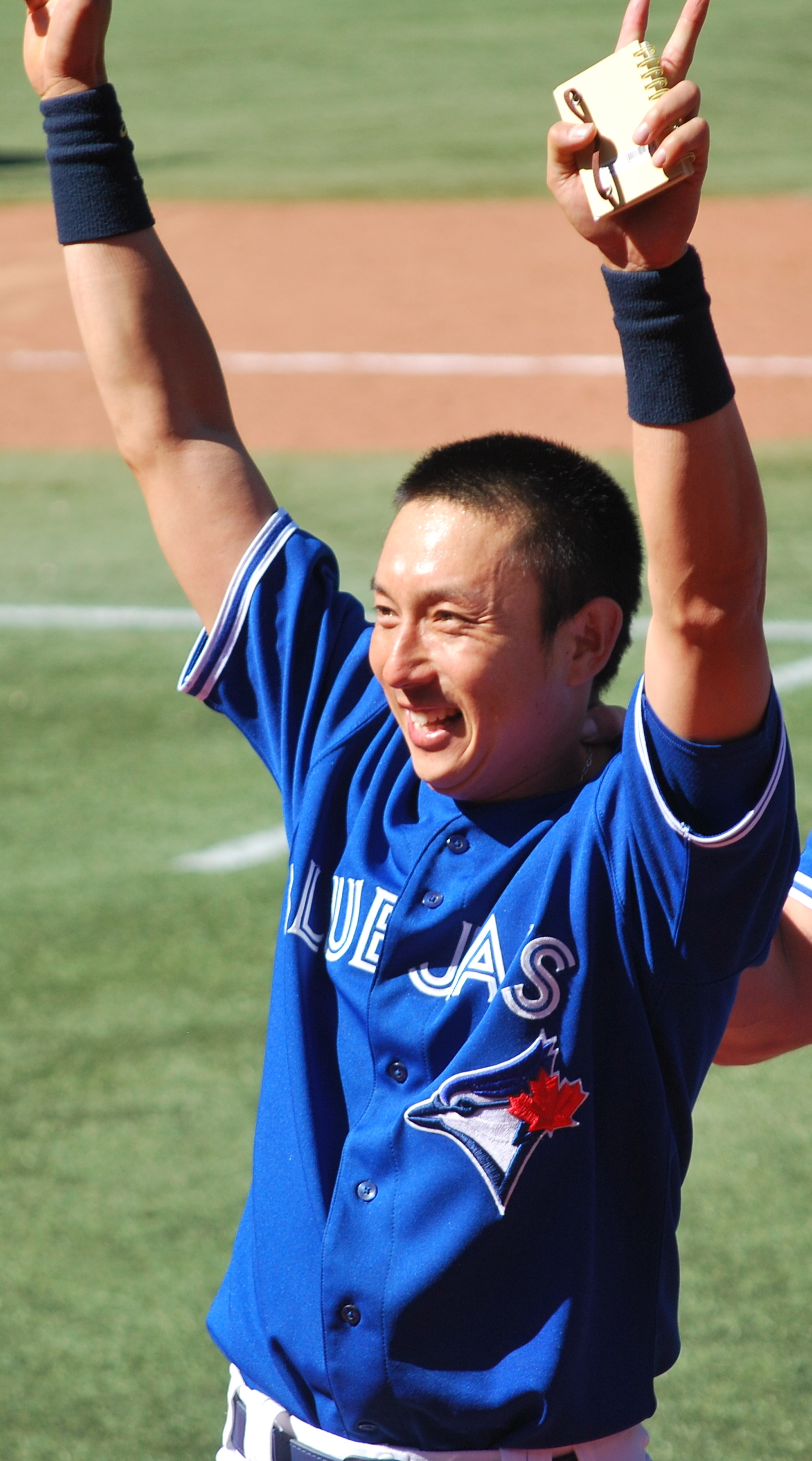
トロント・ブルージェイズ時代
（2013年5月26日）

2013年3月13日にトロント・ブルージェイズとマイナー契約で合意したことが報じられ、18日に契約。ホセ・レイエスの故障者リスト入りに伴い、4月13日にメジャー契約となり25人枠に入る。同日のカンザスシティ・ロイヤルズ戦で先発出場し、第1打席で先制点となる犠飛を打ち、チームの勝利に貢献。20日のニューヨーク・ヤンキース戦では黒田博樹と対戦し、翌21日のヤンキース戦ではMLB移籍後初となる1番での先発出場を果たす。5月26日のボルチモア・オリオールズ戦ではMLB移籍初のサヨナラ安打を記録した。6月21日のオリオールズ戦ではトミー・ハンターからMLB初本塁打となる2点本塁打を打った。32歳でのMLB初本塁打はブルージェイズの選手としては最高齢であった。25日にはホセ・レイエスの復帰に伴いマイナー・オプションが行使されAAA級バッファローに降格したが、メルキー・カブレラの故障者リスト入りに伴い27日に再昇格。前半戦は67試合の出場で打率.213、出塁率.319の成績だった。6月から7月にかけては後頭部に円形脱毛症を発症していたと言う。7月13日にブレット・ロウリーの復帰に伴い再降格し、エミリオ・ボニファシオの移籍に伴い8月14日に再昇格。16日には育休リスト入りし長男の誕生に立ち会う。9月21日のボストン・レッドソックス戦では内野ゴロの判定を受けてヘルメットを地面にたたきつけるポーズを示し、初の退場処分を受ける。後半戦は26試合の出場で打率.274、出塁率.348の成績を残しシーズンを終える。オフの10月31日に球団所有の年俸100万ドルの翌年の契約オプションを行使されず、FAとなった。12月24日にマイナー契約で再契約した。
2014年はAAA級バッファローで開幕を迎えた。マイサー・イズトゥリスの外側側副靱帯損傷による故障者リスト入りに伴い、4月15日にメジャー契約となり25人枠入りするが、故障者リスト入りしていたホセ・レイエスの復帰に伴い、4月18日にマイナー・オプションが行使されバッファローに降格。6月17日にメジャーに昇格。当日のヤンキース戦で先発出場し、田中将大とMLB移籍後初めて対戦し3打数無安打を喫した。6月はその後6試合連続安打を記録し、チームも首位に立つ好調だったが7月4日に2位に後退。前半戦は26試合の出場で打率.284、本塁打なし、出塁率.344の成績で折り返す。7月も自己最長となる8試合連続安打を記録し、22日のレッドソックス戦ではMLB移籍後初の三塁手として先発出場する。球団史上最長の延長19回、試合時間6時間37分となった8月10日のデトロイト・タイガース戦ではサヨナラの得点を記録。その後も二塁手や三塁手として起用され、後半戦は55試合の出場で打率.243、本塁打なし、出塁率.318、1盗塁の成績を残す。チームはポストシーズン出場を狙う位置につけていたが進出を逃しシーズンを終えた。シーズン終了後、FAとなった。また、翌年の契約についてNPBとMLB両方を視野にいれていることを明らかにした。
2015年1月16日にブルージェイズとマイナー契約で再契約したことが発表され、AAA級バッファローで開幕を迎える。5月10日のノーフォーク戦では頭部に死球を受け途中交代し、14日に故障者リスト入りした。20日に復帰し、デボン・トラビスが左肩の炎症で故障者リスト入りしたことに伴い22日にメジャー契約となり25人枠入り。25日にホセ・レイエスが故障者リストから復帰したことによりマイナー・オプションが行使されバッファローに降格したが、31日にスティーブ・トールソンの故障者リスト入りに伴い再昇格した。6月10日にチームの先発投手不足でスコット・コープランドが昇格したことに伴いバッファローに降格したが、R.A.ディッキーの忌引リスト入りに伴い19日に再昇格し、26日にトラビスが故障者リストから復帰したことに伴い再降格。トラビスが再び故障者リスト入りしたことに伴い8月1日に再昇格したが、クリフ・ペニントンがトレードで加入したことに伴い9日に再降格。9月1日にはセプテンバー・コールアップに伴い再昇格する。最終的には、メジャー4年目で自己最少の23試合出場に留まり、打率.214はワースト2位・盗塁0はメジャー初で、レギュラーシーズンを終えた。シーズン終了後の11月2日にFAとなった。

### カブス時代
2016年1月21日にシカゴ・カブスとマイナー契約で合意したことが報じられた。3月29日にFAとなったが、当日中に新たにマイナー契約を結び直した。同日のオークランド・アスレチックスとのスプリングトレーニングでは3点本塁打を打つなど活躍した。4月3日にメジャー契約となり40人枠入りし、7日にAAA級アイオワ・カブスで開幕を迎えるが、カイル・シュワーバーの故障に伴い8日にメジャー昇格。15日にハビアー・バエズが故障者リストから復帰したことに伴いマイナー・オプションを行使されアイオワに降格した。プロ入りから5年目以内の選手には4つ目のマイナー・オプションがあるため2016年シーズンも40人枠に残ったままマイナー降格は可能になっている。7月9日にメジャーに再昇格したが、同月11日に再びマイナーへ降格した。

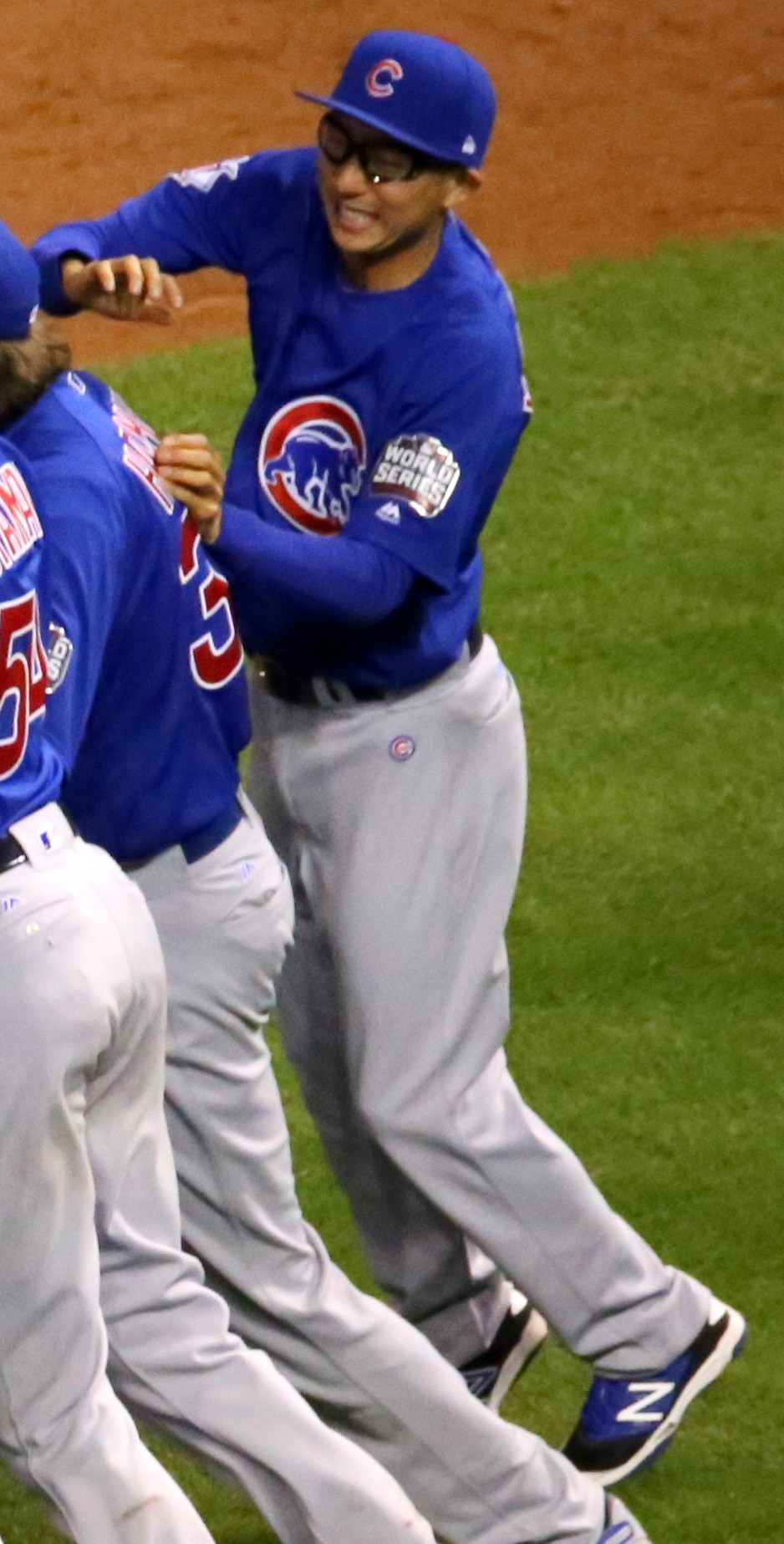
シカゴ・カブス時代
（2016年11月3日）

9月6日に同年3度目のメジャーへ昇格。ポストシーズンではアクティブ・ロースター入りはしなかったが前年同様チームには帯同しベンチ入りし、チームはワールドシリーズ優勝。11月3日にFAとなった。12月2日に第2子となる長女が誕生。
2017年1月7日に、カブスとマイナー契約を結んだ。当初はスプリングトレーニングに招待選手として参加する予定だったが、1月27日付でAAA級アイオワ・カブスに配属された後に、3月28日付で契約を解除された。

### 第二次ソフトバンク時代
川﨑は、カブスからの自由契約を機に、日本球界へ6年ぶりに復帰することを模索。これに対して、川﨑の復帰に際して契約交渉の優先権を有するソフトバンク球団は、他球団より先に川﨑へ再入団を打診した。その結果、2017年3月31日にソフトバンクが川﨑の獲得を発表した。推定年俸9000万円に出来高の条件を加えた1年契約で、背番号はMLBへの移籍前と同じ52。
復帰直後は、体調やNPBでのブランクなどを考慮しながら、二軍での調整に専念。4月4日には、オリックスとのウエスタン・リーグ公式戦（HAWKSベースボールパーク筑後）に「1番・遊撃手」としてスタメンで復帰後初の公式戦出場を果たすと、1回裏の第1打席で復帰後初安打を放った。4月12日の対阪神戦（阪神鳴尾浜球場）で守屋功輝からNPB復帰後初本塁打を放つなど、同リーグの公式戦では、13試合の出場で打率.441、1本塁打、1二塁打、1三塁打、10盗塁という好成績を記録。4月28日の対オリックス戦（京セラドーム大阪）に、「1番・二塁手」としてスタメンでパ・リーグの公式戦へ6年ぶりに出場すると、7回表の第4打席で復帰後初安打を放った。以降の公式戦にも、川﨑のメジャー移籍後から今宮健太が正遊撃手として定着していることなどを背景に、二塁手として出場。5月11日の対オリックス戦（福岡ヤフオク!ドーム）3回裏の第2打席でブランドン・ディクソンから中前安打を放ったことによって、MLB/NPB公式戦通算1500安打を達成した。しかし、両足のアキレス腱に痛みを抱えながらプレーを続けていたことから、治療に専念すべく7月24日に出場選手登録を抹消された。以降はリハビリ組での調整となり、ようやく9月23日のウエスタン・リーグ（対阪神戦）で約2か月ぶりに実戦復帰し「1番・二塁手」で先発出場するが、その初球を先頭打者本塁打した打席の際に左ふくらはぎを攣り、その1打席のみで途中交代した。翌24日には再びリハビリ組での調整となり、クライマックスシリーズ以降のポストシーズンへの出場はならなかった。2017年シーズンは上記の怪我での離脱もあり、42試合の出場にどどまった。また、体調不良を理由にシーズン終了後の優勝祝賀パレードやファンフェスティバルなどの行事には参加しなかった。

#### 2018年の動向
2018年シーズンも球団は契約を結ぶ見込みで保留選手名簿に川﨑を載せ、春季キャンプ前の1月中には契約交渉を行う予定だったが、体調不良を理由に契約未更改の状態が続いた。結局、春季キャンプには姿を見せず、保留選手のままではあったものの、キャンプ終了直後の3月1日より球団公式サイトの選手名鑑から川﨑の名前が削除された。
その後、シーズン開幕を4日後に控えた3月26日早朝になって、西日本スポーツなど複数のメディアが、「川﨑引退」の見出しとともに、川﨑が実際には前年の故障以来心身両面で復帰の目処が立っておらず、現役引退の意向を固めたことを報じた。一方、同日にはスポーツライターの田尻耕太郎がYahoo!ニュースに投稿した記事内で「川﨑が練習を再開した」と関係者から聞いたことを明かし、「もう少し冷静になって、正式な発表が行われるタイミングまで待ってほしい」とコメント。情報が錯綜する中、同日午後になって球団から公式発表があり、川﨑は引退こそ断言しなかったものの、自由契約という形でソフトバンクを退団することになった。そこで川﨑は球団を通して「昨年より怪我に加えて自律神経系の病気にもなっており、身体を動かすことを拒絶するようになってしまった。球団と協議した末、野球から離れて心と体の回復に努めることを決めた」という趣旨のコメントを発表した。なお、球団側は一旦は自由契約とするが今後も川﨑との話し合いは継続する意向を示しており、同日囲み取材に応じた球団取締役の三笠杉彦も「自由契約は本人からの希望で、その意向を尊重した。あれくらいの選手だから、今後に向けての話し合いは続けていきたいし、サポートできることがあればサポートしていきたい」と述べている。自由契約公示は3月27日に行われた。その後、同年に戦力外となった城所龍磨のトレーニングにサポーターとして参加した以外に人前に現れることがなかったが、12月17日に退団後初めて球団事務所を訪れ、現状を報告した。

### 味全時代

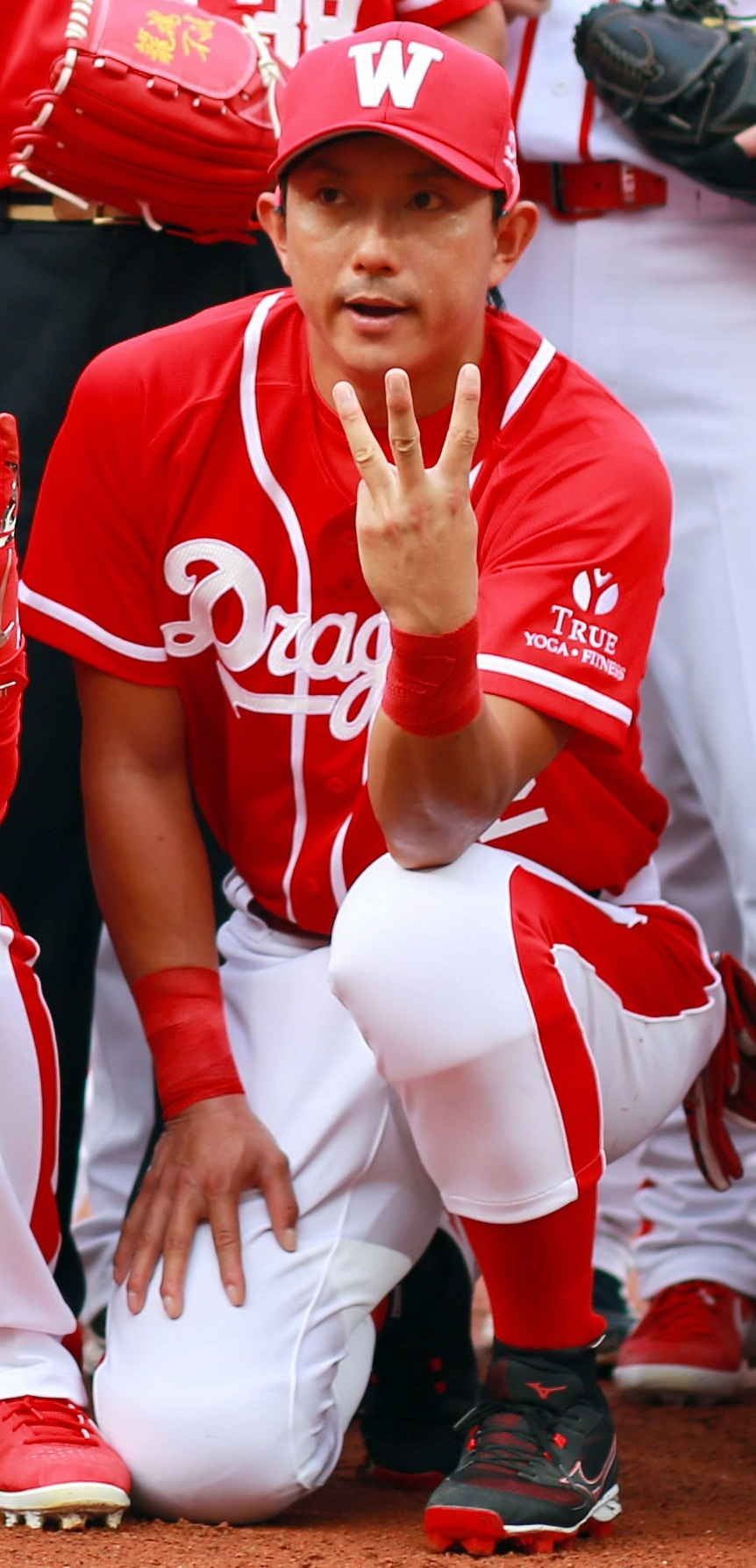
味全ドラゴンズ時代
（2019年8月17日）

2019年7月9日にCPBLに復帰が決定した味全ドラゴンズの客員コーチに就任したことが発表された。7月13日には選手としてもプレーすることが発表され、2年ぶりの現役復帰となった。なお、同チームは2019年中に公式戦へは参加せず、翌2020年シーズンに二軍のみ参戦予定。一軍の公式戦にも参加するのは2021年シーズンからの予定であった。8月17日のキャンプイン時に斗六野球場で行われた3イニング限定の特別試合「現役vsOB」でOBチームの一員として出場。遊撃手としてだけでなく投手としても登板し、最速140km/hを記録して体調の回復をアピールした。アジアウインターベースボールリーグにも参加。「3番・指名打者」として出場した11月23日の開幕戦では第1打席で左翼へのライナー性の安打を放ったが、一塁への走塁時に右脚太もも裏を痛め、代走を送られた。結局安打はこの1本のみで3打数1安打、2試合のみの出場にとどまった。
2020年も味全は引き続き兼任コーチとしての契約を打診したが、川﨑は選手としての契約を希望。合意に至らず、選手としても、コーチとしても、所属しないことになった。また、台湾で選手として活動する意向だったが、新型コロナウイルスの影響で台湾に渡ることができず、九州を拠点に独自でトレーニングを重ねた。

### 独立リーグ・栃木時代
2020年8月24日から4日間、ルートインBCリーグ・栃木ゴールデンブレーブスの練習に参加。これはソフトバンク時代のコーチで、栃木の母体であるエイジェックに所属する五十嵐章人の誘いを受けてのものだった。初日の練習後、取材に対して今後の去就について「NPBは考えていない」「独立か台湾でやろうと思っている」と明言。栃木入団については「選択肢はある。4日間で決められたら決めたい」と回答していたが、練習期間終了後の28日、栃木と選手契約を結ぶことが球団より発表された（契約開始は9月1日）。背番号は52。9月7日に行われた会見では同席した西岡剛に「川﨑さんもプロ（NPB）を目指すんですよね」と話を振られ、「僕もプロを目指しますよ。台湾のね」と返している。
9月13日の対茨城アストロプラネッツ戦（小山運動公園野球場）にて「2番・三塁手」でBCリーグ公式戦デビュー。第1打席、大場駿太からの初球を右翼への本塁打にし、5回の守備から交代したもののこれが決勝点になり、ヒーローインタビューでは「人生一のホームランが栃木で打てて良かった」と語った。オフに栃木球団とは契約を解除した。
2021年1月に公式Instagramアカウント、3月に公式YouTubeチャンネル「宗チャンネル」を開設。現役選手としてプレーしつつ、メディア出演も含めて多様に発信していく方針。テレビ東京・フジテレビ・ニッポン放送・J SPORTSのMLB解説者を務める。
4月8日に栃木球団から再契約を結んだことが発表された。
8月8日に宇都宮清原球場で行われた神奈川フューチャードリームスとの公式戦では6回表に捕手として出場、投手の西岡剛とバッテリーを組んで1イニングを三者凡退、無失点（奪三振1）に抑えた。
2022年は52試合に出場、打率.261・打点12・盗塁5の成績を残した。
2023年は43試合に出場、打率.269・打点12・盗塁8の成績を残した。
2024年2月14日、球団より選手契約更新とテクニカルアドバイザー就任（3月1日付、コーチ職ではない）が発表された。今後は自身もプレーしながら選手のサポートやアドバイスを行う。36試合に出場、打率.346・打点6・盗塁2の成績を残した。
2025年1〜2月、カリブ海沿岸諸国のウィンターリーグ王者が集う国際大会・第67回カリビアンシリーズに、日本から招待された特別編成チーム "ジャパンブリーズ" の一員として出場した。チームは4戦全敗の最下位に沈み敗退したが、川﨑は開催国メキシコのメディアやMLBネットワークの記者とのインタビューに通訳なしで答えてファンの反響を呼び、また2試合で安打を放つ活躍を見せた。

## 選手としての特徴
溌剌としたプレーと明るい性格でチームに貢献するムードメーカー。投手が打ち込まれた際などには自らタイムを取って声をかけに行く光景がよく見られる。

### 打撃

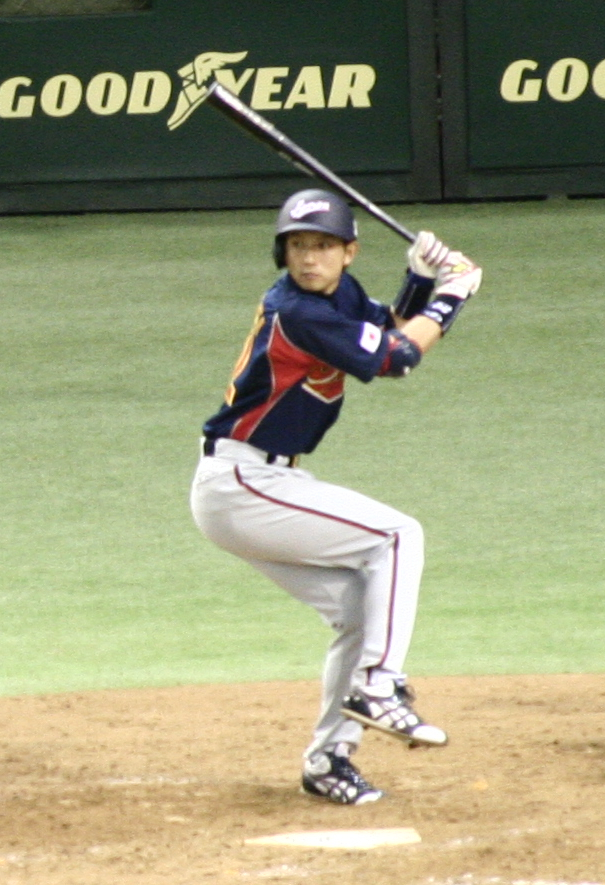
川﨑の打撃フォーム

MLBに移籍する以前からバットスピードとコンタクト能力はMLBのスカウトからも高い評価を得ており、2010年には両リーグトップとなる546個のファウルを記録した。ブルージェイズ移籍後の2013年には「ランナーがいない時は何とか塁に出ることを考えながらピッチャーに球数を投げさせることが今年の目標」として投手の球数を多くすることや出塁を強く意識するようになる。

### 守備・走塁
主に遊撃手として起用されるが、二塁手・三塁手としても出場経験がある。ホークス時代は超一流と評されるグラブ捌きを持ち味としていた一方で、2010年には守備イニング1000以上の遊撃手でワーストとなるRF4.21をマークしたほか、UZRで両リーグワースト4位の-1.4、得点換算でもリーグの遊撃手中ワースト2位を記録するなど守備範囲はやや狭かった。MLB移籍後も2016年まででRngR（範囲）でマイナスを記録しているが、DPR（併殺）、ErrR（失策）でプラスを記録し、UZR+1.0、DRS+2と平均を上回る数値を記録。三塁手としてはUZR+1.9、DRS+1、二塁手としてはUZR+0.4、DRS-2を記録している。
走塁では力を抜いて走ることがほとんどなく、一塁到達3.83秒、バント時には3.74秒を記録する脚力を誇る。2006年にはベースボール・アメリカ誌で「最高の走者」に選ばれるなど、走塁面は海外からも高い評価を得ている。
高校生時で50メートル走のタイムは5秒9、遠投120メートルの強肩を持つ。

## 人物
愛称は「ムネリン」、「鷹のプリンス」、
MLBでは「ムーニー (Moony)」、「リトル・パピ (Little Papi)」など。また、日本人では初となるMLB公認表彰（Munenori Kawasaki Award for Being Munenori Kawasaki：ムネノリ・カワサキでいることによるムネノリ・カワサキ賞）に冠された（後述）。
好きな言葉は薩摩示現流の掛け声『チェスト』。子供の頃から父親に「ムネ、チェスト行けよ！」と声をかけられていたという。
子供の頃は父親の影響で巨人ファンであり、好きな選手は原辰徳、岡崎郁、篠塚和典、高橋由伸だったという。
ホークス時代には月刊ホークスなどで彼の自動車運転技術の酷さが度々自虐ネタにされていた。例えば、同期や後輩を車庫入れ係にする為に（そのことを伏せて）食事に連れて行く、右折ではなく左折が苦手、といったものであった。ちなみに最初の愛車は赤いチェロキーだった。
イチローの大ファンとして知られており、イチロー本人から「（川﨑は）イチローマニアですね」と言われるほど。「イチロー（51）の一つ後の番号」という思い入れから、背番号52には強いこだわりを持っており、ホークス時代は背番号変更を打診されても断り続け、日本代表でも52を付けた。2011年オフに海外FA権を行使してのメジャー挑戦を表明した際にも「イチロー選手と同じチームを希望しています」と語り、念願かなってマリナーズと契約した。背番号52は既にジョージ・シェリルが使用していたため61をつけることになったが、「逆から読めばイチロー。素晴らしい番号をいただいた」とコメントした。
2012年7月23日にイチローがニューヨーク・ヤンキースに移籍した際には、当日こそコメントを避けたが、翌日に「ショックではないです。イチローさんが元気にプレーしているのが一番うれしい。イチローさんが覚悟を決めてのこと。すごく応援したい。この6か月間は貴重な経験ができました」とコメント。一方のイチローは移籍についての会見で、川﨑を始めとしたマリナーズの選手たちについて「そのことも迷った中の要素です。ただ、ムネ（川﨑）とはスプリングトレーニングからずっと一緒にやってきて、いい時間を共有できたと認識している。一緒の場所にいることが必ずしも一緒にやっているということではない。違う場所にいても一緒にやることはできる」と語った。イチローがNPB/MLB通算4000安打を達成した際には対戦相手として二塁手で出場しており、川﨑のもとに左翼から記念ボールが返球され「ボールを盗もうと思ったんですよね。隠そうとしたけど、審判にダメだといわれた。僕は『アイ・キャント・スピーク・イングリッシュ』といってごまかそうとしたんですけど、やっぱりダメでしたね」と語っている。
また、ダルビッシュ有とはプライベートでも親交があり、川﨑の主催するホークス選手が中心の軟式野球チーム『宗rinズ』に緊急参戦したこともある。

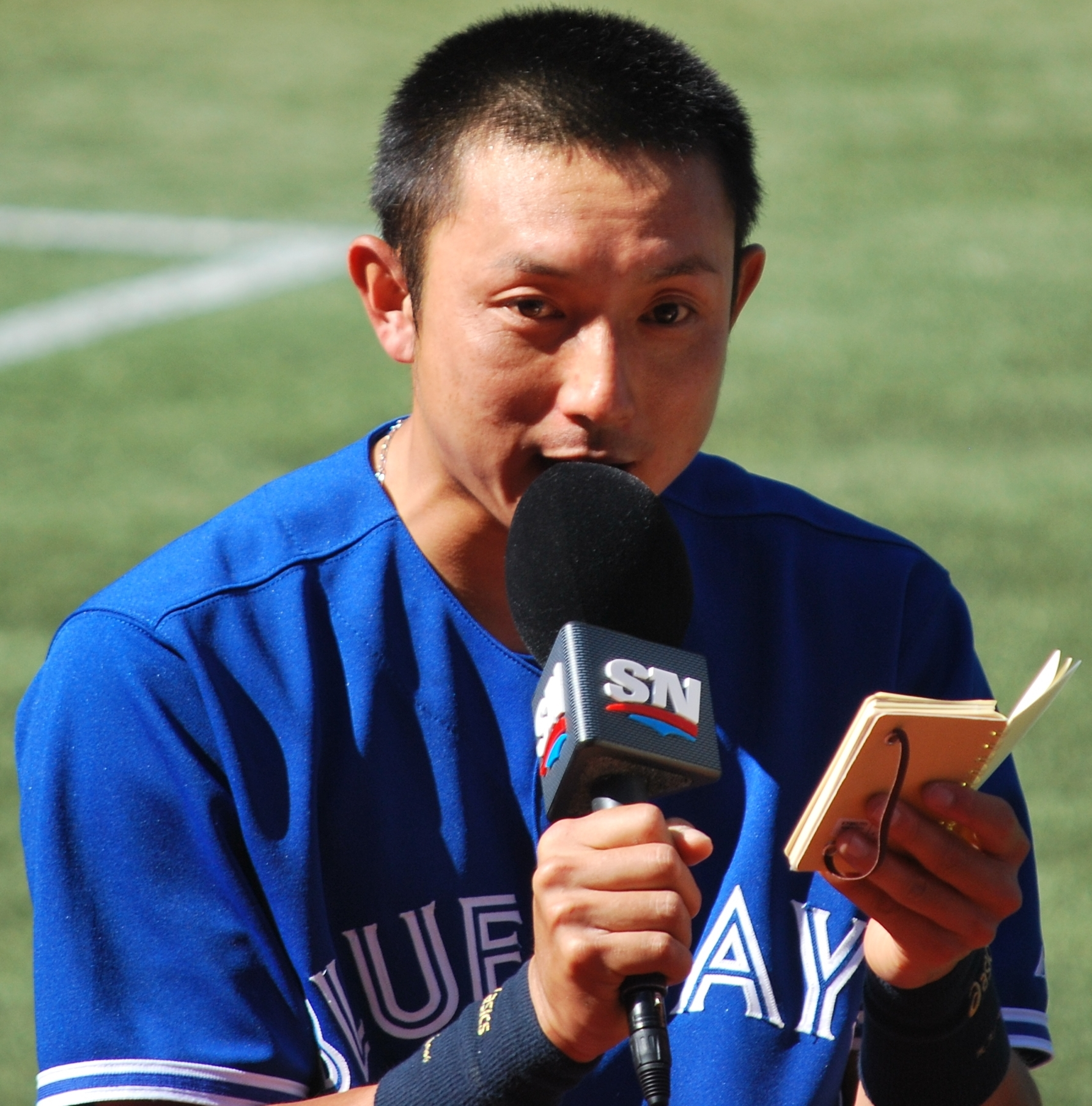
メモ帳を見ながら英語で話す川崎

MLB移籍後2年を経ても英語はあまり話せなかったが、「彼には語学の壁はない。なぜなら笑いとジェスチャーと片言でコミュニケーションをとるから」と評され、旺盛なサービス精神もあってチームメイトや現地のファンからも愛されていた。特に2年目のシーズンとなったトロントの地では高い人気を得ており、地元総合ウェブサイト「The Score」には『川﨑が愛される7つの理由』というコラム記事が掲載され、ヒーローインタビューでの立ち居振る舞いが「Greatest postgame interview ever?（史上最高のポストゲームインタビューか）」とMLB公式サイトを含む複数のスポーツニュースで取り上げられ、3A降格後の8月13日にも、出場試合で「川﨑Tシャツデー」というプロモーションが行われた。2015年末のMLB公式動画サイト「CUT4」では、「2015年シーズンに最もファンやリーグを盛り上げた選手」として川﨑がトリで紹介され、記事中で「最高の賞として、川﨑宗則賞を贈る」という賛辞が綴られた。また「CUT4」は同時に、所属するブルージェイズがア・リーグの優勝決定戦進出直後に川崎が受けたインタビュー動画を「歴史に残るインタビュー」と紹介している。自身は英語でインタビューに応じていたが、「もし通訳をつけてもらえるなら絶対につけてもらった方がいい」と話したことがある。大谷翔平の通訳に関しても「絶対必要ですよ」「日本語って難しいんですよ。ニュアンスが。それを自分で英語でしゃべって、違うふうに解釈されるストレスを抱えたくないんですよね、大谷選手も」「僕も勘違いされてから、よう文句言われましたよ、逆に。こっちは冗談のつもりで言っているのに、違うとか。あるんですよね」「勉強をちゃんとせないかんな、と思いました。何してたんだ、俺は。中学校とか」と述べている。
ホセ・バティスタは「いきなり日本語で話しかけてきた時には驚いたけど、今はもう慣れたよ（笑）。ムネ（川﨑）は英語やスペイン語がうまくしゃべれなくてもボディランゲージを交え、一生懸命に話すから何を伝えようとしているかが大体分かる。とてもユニークで、みんなを笑わせるムードメーカーでもあるし、最高のチームメイトさ。メジャーリーガーの中にはヘンなプライドが邪魔をして周りに溶け込もうとしないヤツがいるけれど、彼はそうじゃない。ああいう姿勢はわれわれも見習う必要性がある」と話した。
ソフトバンク退団後にプレーをしていなかった期間、2019年4月15日より活動しているYouTuber「野球大好きマスクマン」の正体が川﨑本人ではないかと国内外で推測されていたが、同年9月に台湾メディアから質問された際や2020年1月に国内で本多雄一とトークショーを行った際に否定している。
鹿児島工業高校在学時に、第二種電気工事士資格を取得している。2015年から2018年まで、ツールボックス社の第二種電気工事士試験の問題集の表紙キャラクターとして起用された。

## 詳細情報

### 年度別打撃成績
| 年 度     | 球 団                 | 試 合 | 打 席 | 打 数 | 得 点 | 安 打 | 二 塁 打 | 三 塁 打 | 本 塁 打 | 塁 打 | 打 点 | 盗 塁 | 盗 塁 死 | 犠 打 | 犠 飛 | 四 球 | 敬 遠 | 死 球 | 三 振 | 併 殺 打 | 打 率 | 出 塁 率 | 長 打 率 | O P S |
| --------- | --------------------- | ----- | ----- | ----- | ----- | ----- | -------- | -------- | -------- | ----- | ----- | ----- | -------- | ----- | ----- | ----- | ----- | ----- | ----- | -------- | ----- | -------- | -------- | ----- |
| 2001      | ダイエー ソフトバンク | 1     | 5     | 4     | 1     | 0     | 0        | 0        | 0        | 0     | 1     | 0     | 0        | 0     | 0     | 1     | 0     | 0     | 0     | 0        | .000  | .200     | .000     | .200  |
| 2002      | ダイエー ソフトバンク | 36    | 122   | 112   | 13    | 26    | 4        | 5        | 0        | 40    | 8     | 3     | 2        | 6     | 0     | 4     | 0     | 0     | 21    | 1        | .232  | .259     | .357     | .616  |
| 2003      | ダイエー ソフトバンク | 133   | 568   | 493   | 78    | 145   | 17       | 9        | 2        | 186   | 51    | 30    | 16       | 28    | 2     | 41    | 0     | 4     | 74    | 8        | .294  | .352     | .377     | .729  |
| 2004      | ダイエー ソフトバンク | 133   | 633   | 564   | 87    | 171   | 19       | 8        | 4        | 218   | 45    | 42    | 14       | 15    | 3     | 48    | 0     | 3     | 63    | 8        | .303  | .359     | .387     | .746  |
| 2005      | ダイエー ソフトバンク | 102   | 458   | 399   | 53    | 108   | 12       | 3        | 4        | 138   | 36    | 21    | 10       | 22    | 3     | 26    | 0     | 8     | 52    | 4        | .271  | .326     | .346     | .672  |
| 2006      | ダイエー ソフトバンク | 115   | 513   | 449   | 69    | 140   | 21       | 7        | 3        | 184   | 27    | 24    | 9        | 27    | 0     | 32    | 0     | 5     | 54    | 2        | .312  | .364     | .410     | .774  |
| 2007      | ダイエー ソフトバンク | 95    | 427   | 383   | 57    | 126   | 12       | 7        | 4        | 164   | 43    | 23    | 8        | 10    | 1     | 29    | 1     | 4     | 46    | 3        | .329  | .381     | .428     | .809  |
| 2008      | ダイエー ソフトバンク | 99    | 457   | 424   | 55    | 136   | 16       | 6        | 1        | 167   | 34    | 19    | 9        | 6     | 5     | 16    | 3     | 6     | 40    | 5        | .321  | .350     | .394     | .744  |
| 2009      | ダイエー ソフトバンク | 143   | 640   | 540   | 73    | 140   | 26       | 8        | 4        | 194   | 34    | 44    | 17       | 43    | 3     | 47    | 1     | 7     | 90    | 8        | .259  | .325     | .359     | .684  |
| 2010      | ダイエー ソフトバンク | 144   | 662   | 602   | 74    | 190   | 27       | 5        | 4        | 239   | 53    | 30    | 11       | 10    | 0     | 43    | 1     | 7     | 86    | 6        | .316  | .350     | .397     | .765  |
| 2011      | ダイエー ソフトバンク | 144   | 655   | 603   | 71    | 161   | 19       | 7        | 1        | 197   | 37    | 31    | 10       | 9     | 4     | 36    | 0     | 3     | 84    | 5        | .267  | .310     | .327     | .637  |
| 2012      | SEA                   | 61    | 115   | 104   | 13    | 20    | 1        | 0        | 0        | 21    | 7     | 2     | 2        | 2     | 0     | 8     | 0     | 1     | 18    | 2        | .192  | .257     | .202     | .459  |
| 2013      | TOR                   | 96    | 289   | 240   | 27    | 55    | 6        | 5        | 1        | 74    | 24    | 7     | 1        | 10    | 3     | 32    | 0     | 4     | 41    | 5        | .229  | .326     | .308     | .634  |
| 2014      | TOR                   | 82    | 274   | 240   | 31    | 62    | 7        | 1        | 0        | 71    | 17    | 1     | 0        | 8     | 1     | 22    | 0     | 2     | 49    | 3        | .258  | .327     | .296     | .623  |
| 2015      | TOR                   | 23    | 34    | 28    | 6     | 6     | 2        | 0        | 0        | 8     | 2     | 0     | 1        | 2     | 0     | 4     | 0     | 0     | 6     | 1        | .214  | .313     | .286     | .598  |
| 2016      | CHC                   | 14    | 26    | 21    | 3     | 7     | 2        | 0        | 0        | 9     | 1     | 2     | 0        | 0     | 0     | 4     | 0     | 1     | 5     | 1        | .333  | .462     | .429     | .890  |
| 2017      | ソフトバンク          | 42    | 156   | 137   | 22    | 33    | 10       | 0        | 0        | 43    | 4     | 0     | 2        | 4     | 1     | 11    | 0     | 3     | 37    | 0        | .241  | .309     | .314     | .623  |
| NPB：12年 | NPB：12年             | 1187  | 5296  | 4710  | 653   | 1376  | 183      | 65       | 27       | 1770  | 373   | 267   | 108      | 180   | 22    | 334   | 6     | 50    | 647   | 50       | .292  | .344     | .376     | .720  |
| MLB：5年  | MLB：5年              | 276   | 738   | 633   | 80    | 150   | 18       | 6        | 1        | 183   | 51    | 12    | 4        | 22    | 4     | 70    | 0     | 9     | 119   | 12       | .237  | .320     | .289     | .609  |

- 2018年度シーズン終了時。
- 各年度の太字はリーグ最高。
- ダイエー（福岡ダイエーホークス）は、2005年にソフトバンク（福岡ソフトバンクホークス）に球団名を変更。

### 年度別打撃成績所属リーグ内順位
| 年 度 | 年 齢 | リ ｜ グ | 球 団      | 打 率 | 安 打 | 二 塁 打 | 三 塁 打 | 本 塁 打 | 打 点 | 盗 塁 |
| ----- | ----- | -------- | ---------- | ----- | ----- | -------- | -------- | -------- | ----- | ----- |
| 2001  | 20    | NPB      | パ・リーグ | -     | -     | -        | -        | -        | -     | -     |
| 2002  | 21    | NPB      | パ・リーグ | -     | -     | -        | 3位      | -        | -     | -     |
| 2003  | 22    | NPB      | パ・リーグ | -     | -     | -        | 2位      | -        | -     | 3位   |
| 2004  | 23    | NPB      | パ・リーグ | -     | 1位   | -        | 1位      | -        | -     | 1位   |
| 2005  | 24    | NPB      | パ・リーグ | -     | -     | -        | 8位      | -        | -     | 4位   |
| 2006  | 25    | NPB      | パ・リーグ | 6位   | 10位  | -        | 1位      | -        | -     | 4位   |
| 2007  | 26    | NPB      | パ・リーグ | -     | -     | -        | 2位      | -        | -     | 8位   |
| 2008  | 27    | NPB      | パ・リーグ | 3位   | -     | -        | 3位      | -        | -     | 6位   |
| 2009  | 28    | NPB      | パ・リーグ | -     | -     | -        | 2位      | -        | -     | 2位   |
| 2010  | 29    | NPB      | パ・リーグ | 7位   | 3位   | -        | 5位      | -        | -     | 4位   |
| 2011  | 30    | NPB      | パ・リーグ | -     | 5位   | -        | 1位      | -        | -     | 5位   |
| 2012  | 31    | MLB      | ア・リーグ | -     | -     | -        | -        | -        | -     | -     |
| 2013  | 32    | MLB      | ア・リーグ | -     | -     | -        | -        | -        | -     | -     |
| 2014  | 33    | MLB      | ア・リーグ | -     | -     | -        | -        | -        | -     | -     |
| 2015  | 34    | MLB      | ア・リーグ | -     | -     | -        | -        | -        | -     | -     |
| 2016  | 35    | MLB      | ナ・リーグ | -     | -     | -        | -        | -        | -     | -     |
| 2017  | 36    | NPB      | パ・リーグ | -     | -     | -        | -        | -        | -     | -     |

- 太字年度は規定打席到達年度。
- -は10位未満（打率、OPSは規定打席未到達の場合も-と表記）。
- ダイエー（福岡ダイエーホークス）は、2005年にソフトバンク（福岡ソフトバンクホークス）に球団名を変更。

### WBCでの打撃成績
| 年 度 | 代 表 | 試 合 | 打 席 | 打 数 | 得 点 | 安 打 | 二 塁 打 | 三 塁 打 | 本 塁 打 | 塁 打 | 打 点 | 盗 塁 | 盗 塁 死 | 犠 打 | 犠 飛 | 四 球 | 敬 遠 | 死 球 | 三 振 | 併 殺 打 | 打 率 | 出 塁 率 | 長 打 率 |
| ----- | ----- | ----- | ----- | ----- | ----- | ----- | -------- | -------- | -------- | ----- | ----- | ----- | -------- | ----- | ----- | ----- | ----- | ----- | ----- | -------- | ----- | -------- | -------- |
| 2006  | 日本  | 8     | 32    | 27    | 6     | 7     | 1        | 0        | 1        | 11    | 5     | 2     | 0        | 2     | 0     | 2     | 0     | 1     | 1     | 0        | .259  | .333     | .407     |
| 2009  | 日本  | 5     | 7     | 7     | 3     | 3     | 0        | 0        | 0        | 3     | 1     | 1     | 0        | 0     | 0     | 0     | 0     | 0     | 0     | 0        | .429  | .429     | .429     |

### 年度別守備成績
| 年 度 | 球 団                 | 一塁（1B） | 一塁（1B） | 一塁（1B） | 一塁（1B） | 一塁（1B） | 一塁（1B） | 二塁（2B） | 二塁（2B） | 二塁（2B） | 二塁（2B） | 二塁（2B） | 二塁（2B） | 三塁（3B） | 三塁（3B） | 三塁（3B） | 三塁（3B） | 三塁（3B） | 三塁（3B） | 遊撃（SS） | 遊撃（SS） | 遊撃（SS） | 遊撃（SS） | 遊撃（SS） | 遊撃（SS） |
| 年 度 | 球 団                 | 試 合      | 刺 殺      | 補 殺      | 失 策      | 併 殺      | 守 備 率   | 試 合      | 刺 殺      | 補 殺      | 失 策      | 併 殺      | 守 備 率   | 試 合      | 刺 殺      | 補 殺      | 失 策      | 併 殺      | 守 備 率   | 試 合      | 刺 殺      | 補 殺      | 失 策      | 併 殺      | 守 備 率   |
| ----- | --------------------- | ---------- | ---------- | ---------- | ---------- | ---------- | ---------- | ---------- | ---------- | ---------- | ---------- | ---------- | ---------- | ---------- | ---------- | ---------- | ---------- | ---------- | ---------- | ---------- | ---------- | ---------- | ---------- | ---------- | ---------- |
| 2001  | ダイエー ソフトバンク | -          | -          | -          | -          | -          | -          | -          | -          | -          | -          | -          | -          | -          | -          | -          | -          | -          | -          | 1          | 3          | 4          | 0          | 1          | 1.000      |
| 2002  | ダイエー ソフトバンク | 1          | 16         | 0          | 0          | 2          | 1.000      | 24         | 45         | 77         | 1          | 10         | .992       | -          | -          | -          | -          | -          | -          | 10         | 15         | 17         | 2          | 1          | .941       |
| 2003  | ダイエー ソフトバンク | -          | -          | -          | -          | -          | -          | 1          | 1          | 4          | 0          | 0          | 1.000      | 75         | 38         | 114        | 8          | 11         | .950       | 85         | 89         | 182        | 6          | 47         | .978       |
| 2004  | ダイエー ソフトバンク | -          | -          | -          | -          | -          | -          | -          | -          | -          | -          | -          | -          | 8          | 2          | 6          | 1          | 1          | .889       | 132        | 227        | 376        | 10         | 87         | .984       |
| 2005  | ダイエー ソフトバンク | -          | -          | -          | -          | -          | -          | -          | -          | -          | -          | -          | -          | -          | -          | -          | -          | -          | -          | 102        | 170        | 283        | 6          | 61         | .987       |
| 2006  | ダイエー ソフトバンク | -          | -          | -          | -          | -          | -          | -          | -          | -          | -          | -          | -          | -          | -          | -          | -          | -          | -          | 115        | 164        | 356        | 12         | 65         | .977       |
| 2007  | ダイエー ソフトバンク | -          | -          | -          | -          | -          | -          | -          | -          | -          | -          | -          | -          | -          | -          | -          | -          | -          | -          | 94         | 121        | 294        | 6          | 40         | .986       |
| 2008  | ダイエー ソフトバンク | -          | -          | -          | -          | -          | -          | -          | -          | -          | -          | -          | -          | -          | -          | -          | -          | -          | -          | 99         | 113        | 309        | 11         | 51         | .975       |
| 2009  | ダイエー ソフトバンク | -          | -          | -          | -          | -          | -          | -          | -          | -          | -          | -          | -          | -          | -          | -          | -          | -          | -          | 143        | 209        | 442        | 9          | 78         | .986       |
| 2010  | ダイエー ソフトバンク | -          | -          | -          | -          | -          | -          | -          | -          | -          | -          | -          | -          | -          | -          | -          | -          | -          | -          | 144        | 193        | 412        | 14         | 72         | .977       |
| 2011  | ダイエー ソフトバンク | -          | -          | -          | -          | -          | -          | -          | -          | -          | -          | -          | -          | -          | -          | -          | -          | -          | -          | 144        | 209        | 396        | 12         | 62         | .981       |
| 2012  | SEA                   | -          | -          | -          | -          | -          | -          | 10         | 6          | 13         | 0          | 3          | 1.000      | 1          | 0          | 0          | 0          | 0          | ----       | 38         | 50         | 65         | 0          | 13         | 1.000      |
| 2013  | TOR                   | -          | -          | -          | -          | -          | -          | 18         | 26         | 45         | 1          | 6          | .986       | -          | -          | -          | -          | -          | -          | 60         | 79         | 136        | 5          | 39         | .977       |
| 2014  | TOR                   | -          | -          | -          | -          | -          | -          | 64         | 78         | 139        | 5          | 25         | .977       | 19         | 6          | 37         | 2          | 1          | .956       | 4          | 2          | 2          | 0          | 0          | 1.000      |
| 2015  | TOR                   | -          | -          | -          | -          | -          | -          | 17         | 9          | 29         | 0          | 6          | 1.000      | 5          | 1          | 4          | 0          | 0          | 1.000      | -          | -          | -          | -          | -          | -          |
| 2016  | CHC                   | -          | -          | -          | -          | -          | -          | 10         | 10         | 14         | 1          | 6          | .960       | 1          | 0          | 0          | 0          | 0          | .---       | -          | -          | -          | -          | -          | -          |
| 2017  | ソフトバンク          | -          | -          | -          | -          | -          | -          | 37         | 67         | 87         | 1          | 12         | .994       | -          | -          | -          | -          | -          | -          | -          | -          | -          | -          | -          | -          |
| NPB   | NPB                   | 1          | 16         | 0          | 0          | 2          | 1.000      | 62         | 113        | 168        | 2          | 22         | .993       | 83         | 40         | 120        | 9          | 12         | .947       | 1069       | 1513       | 3071       | 88         | 565        | .981       |
| MLB   | MLB                   | -          | -          | -          | -          | -          | -          | 119        | 129        | 240        | 7          | 49         | .981       | 24         | 7          | 41         | 2          | 1          | .960       | 102        | 131        | 203        | 5          | 52         | .985       |

- 2018年度シーズン終了時
- 各年度の太字はリーグ最高
- NPB時代の太字年はゴールデングラブ賞受賞
- ダイエー（福岡ダイエーホークス）は、2005年にソフトバンク（福岡ソフトバンクホークス）に球団名を変更

### タイトル
- 盗塁王：1回（2004年）
- 最多安打：1回（2004年）

### 表彰
NPB
- ベストナイン：2回（2004年、2006年）
- ゴールデングラブ賞：2回（2004年、2006年）
- セ・パ交流戦 最優秀選手賞（MVP）：1回（2008年）
- 月間MIP賞：1回（2008年6月）
- 月間MVP：1回（2010年3・4月）
- オールスターゲーム優秀選手賞：1回（2005年第1戦）

その他
- 福岡県栄誉賞：1回（2006年）[174]
- 福岡市スポーツ栄誉賞：2回（2006年、2009年）[175]
- ムネノリ・カワサキでいることによるムネノリ・カワサキ賞（2015年）[162]

### 記録
NPB初記録
- 初出場・初先発出場：2001年10月3日、対オリックス・ブルーウェーブ28回戦（グリーンスタジアム神戸）、2番・遊撃手として先発出場
- 初打点：同上、6回表にエド・ヤーナルから遊撃ゴロの間に記録
- 初安打：2002年6月15日、対大阪近鉄バファローズ11回戦（大阪ドーム）、6回表にジェレミー・パウエルから左前適時打
- 初盗塁：2002年6月19日、対西武ライオンズ11回戦（西武ドーム）、5回表に二盗（投手：土肥義弘、捕手：伊東勤）
- 初本塁打：2003年7月28日、対大阪近鉄バファローズ17回戦（福岡ドーム）、3回裏に門倉健から右越2ラン

NPB節目の記録
- 200盗塁：2009年9月6日、対埼玉西武ライオンズ21回戦（福岡Yahoo! JAPANドーム）、1回裏に二盗（投手：野上亮磨、捕手：銀仁朗） ※史上67人目
- 1000本安打：2010年3月27日、対オリックス・バファローズ2回戦（福岡Yahoo! JAPANドーム）、7回裏に金子千尋から右翼線へ2点適時二塁打 ※史上255人目
- 1000試合出場：2010年9月25日、対北海道日本ハムファイターズ24回戦（札幌ドーム）、1番・遊撃手として先発出場 ※史上438人目
- 250盗塁：2011年7月9日、対千葉ロッテマリーンズ7回戦（福岡Yahoo! JAPANドーム）、4回裏に二盗（投手：大谷智久、捕手：里崎智也） ※史上42人目

NPBその他の記録
- オールスターゲーム出場：8回（2004年、2005年、2006年、2007年、2008年、2009年、2010年、2011年）
- 規定打席未達者における１シーズン安打数：126安打（2007年。規定打席数=446に対し、当年実績=427）

### 独立リーグでの打撃成績
| 年 度     | 球 団     | 試 合 | 打 席 | 打 数 | 得 点 | 安 打 | 二 塁 打 | 三 塁 打 | 本 塁 打 | 塁 打 | 打 点 | 盗 塁 | 盗 塁 死 | 犠 打 | 犠 飛 | 四 球 | 敬 遠 | 死 球 | 三 振 | 併 殺 打 | 打 率 | 出 塁 率 | 長 打 率 | O P S |
| --------- | --------- | ----- | ----- | ----- | ----- | ----- | -------- | -------- | -------- | ----- | ----- | ----- | -------- | ----- | ----- | ----- | ----- | ----- | ----- | -------- | ----- | -------- | -------- | ----- |
| 2020      | 栃木      | 11    | 30    | 24    | 3     | 5     | 1        | 0        | 1        | 9     | 4     | 0     | 2        | 0     | 1     | 5     | -     | 0     | 4     | 1        | .208  | .333     | .375     | .708  |
| 2021      | 栃木      | 45    | 120   | 97    | 16    | 21    | 3        | 0        | 0        | 24    | 11    | 10    | 3        | 0     | 3     | 19    | -     | 1     | 15    | 3        | .216  | .342     | .247     | .589  |
| 2022      | 栃木      | 52    | 133   | 115   | 12    | 30    | 4        | 1        | 0        | 36    | 12    | 5     | 2        | 3     | 2     | 12    | -     | 1     | 19    | 4        | .261  | .331     | .313     | .644  |
| 2023      | 栃木      | 43    | 112   | 93    | 12    | 25    | 1        | 0        | 0        | 26    | 12    | 8     | 3        | 5     | 0     | 13    | -     | 1     | 12    | 2        | .269  | .364     | .280     | .644  |
| 2024      | 栃木      | 36    | 92    | 78    | 9     | 27    | 3        | 0        | 0        | 30    | 6     | 2     | 3        | 4     | 0     | 8     | -     | 2     | 4     | 4        | .346  | .420     | .385     | .805  |
| 通算：5年 | 通算：5年 | 187   | 487   | 407   | 52    | 108   | 12       | 1        | 1        | 125   | 45    | 25    | 13       | 12    | 6     | 57    | -     | 5     | 54    | 14       | .265  | .358     | .307     | .665  |

- 2024年度シーズン終了時

### 背番号
- 52（2000年 - 2011年、2017年、2019年 - ）
- 61（2012年）
- 66（2013年 - 2016年）

### 登場曲
- 『夏の思い出』 / ケツメイシ（2005年夏場まで）
- 『Big Mama』 / Soul Camp（2005年夏以降）
- 『バンザイ 〜好きでよかった〜』 / ウルフルズ（2006年開幕～5月頭頃）
- 『Catch The Wave』 / Def Tech（2006年5月のみ）
- 『サンライズ』 / BENNIE K（2006年6月～7月頃）
- 『サルビアのつぼみ』 / HOME MADE 家族（2006年9月以降）
- 『サヨナラ』 / MCU（2007年オープン戦のみ）
- 『止まらないHa〜Ha』 / 矢沢永吉（2007年開幕以降、6月下旬より第1打席目に使用）
- 『道』 / GReeeeN（2007年6月下旬より第2打席目以降に使用）
- 『福岡WALKER』 / Natural Radio Station （2008年開幕～）
- 『LIFE STYLE』 / Natural Radio Station（2008年4月～、第2打席のみ使用）
- 『Like That』 / Memphis Bleek（2008年6月3日のみ?）
- 『YOU ARE MY STAR』 / AI （2009年）
- 『To Be with YOU』 / MR. BIG （2010年）
- 『チェスト』 / ORANGE RANGE（2011年）
- 『ULTIMATE WHEELS』 / KAT-TUN （2011年7月20日のみ）
- 『Good Feeling』 / フロー・ライダー （2013年）
- 『El Teke Teke』 / Crazy Design ft.Calrlitos Wey （2014年, 2017年 - ）
- 『Intoxicated（Radio Edit）』 / Martin Solveig & GTA（2017年 - ）

### 代表歴
- 2006 ワールド・ベースボール・クラシック日本代表
- 2008年オリンピック野球日本代表
- 2009 ワールド・ベースボール・クラシック日本代表

## 関連情報

### 出演

#### テレビ番組
- サンデーモーニング（不定期出演、TBS）
- ライオンのグータッチ（2020年10月17日、フジテレビ）
- 相席食堂（2021年9月7日、朝日放送テレビ）- 栃木県高根沢町・那珂川町・那須塩原市
- マンデーMLB（2022年シーズンレギュラー出演、BSテレ東）
- ワースポ×MLB（2022年不定期出演、NHK BS1）
- なお、大谷翔平関連の話題がある時や野球日本代表の国際試合（WBCなど）がある時は、ワイドショー番組に出演することがある。

#### ドラマ
- 八月は夜のバッティングセンターで。第3話（2021年7月22日、テレビ東京）本人 役[177]
- 下剋上球児 第7話（2023年11月26日、TBS） - 三重西高校野球部の監督 役[178]
- ナースが婚活 第4話（2024年2月2日、テレビ東京）- 今村一郎 役
- 藤子・F・不二雄 SF短編ドラマ シーズン2「じじぬき」（2024年5月12日、NHK BS） - 剛田選手 役[179]

#### ラジオ番組
- 川﨑宗則の今日もヨロシコ（2004年 - 2009年〈1月から3月の期間限定放送〉、CROSS FM） - 川﨑のナビゲーターで、近況報告や裏話、ファンからの質問などに答える人気企画。
- 川﨑宗則のオールナイトニッポンGOLD（2014年1月30日、ニッポン放送）

#### ウェブテレビ番組
- ABEMAスポーツタイム（2023年7月2日 -、ABEMA） - メインコメンテーター[180]

#### 舞台
- 青空メロディーズ～We are baseball girls!!～（2024年2月2日、大塚・萬劇場） - 川崎宗則 役[181]
- 青空メロディーズ〜2nd melody〜（2024年7月24日、新宿村LIVE）[182]

#### CM・広告
- ヨドバシカメラ（いずれも2004年ごろ）
  - マルチメディア博多
  - マルチメディア川崎ルフロン「ホークスの川﨑も応援します篇」
- 株式会社アトラックス パルテノンマンション（2004年12月 - 2005年3月ごろ）
- タカミヤ - 釣具のポイント（釣り用品チェーン）
- 西日本鉄道 - かつては、ライバル球団・埼玉西武ライオンズの前身・西鉄ライオンズの親会社だった。
- ゲータレード（朝青龍明徳、阿部勇樹、澤野大地、平光清などと共演）
- ソフトバンクモバイル
  - ホワイトプラン「ホワイト・バット篇」「ホワイト・身長篇」（2007年1月、松中信彦、斉藤和巳、和田毅と共演）
  - 911SH、911T（2007年3月17日、斉藤和巳、的場直樹と共演）
- 株式会社THINC ホワイトスリー（体臭、口臭、便臭対策用健康食品）
- 財団法人日本防炎協会（2008年10月、防炎品普及啓発用ポスター）
- 公共広告機構 「川﨑選手、キーパーになる」（2008年〈九州地域限定〉、松田宣浩、山崎勝己、大場翔太と共演） - 現役のホークスの選手では和田毅以来のCM起用である。
- ポカリスエット（2009年、中島裕之と共演）
- キリン 氷結（2017年）
- 国民健康保険団体連合会（九州地方）（2017年12月 - 2018年11月）[183]

### 書籍

#### 著書
- 『逆境を笑え 野球小僧の壁に立ち向かう方法』文藝春秋、2014年3月。ISBN 978-4163900414。
- 『閃きを信じて ～Don't think too much～』ぴあ、2016年3月。ISBN 978-4835628837。

#### 関連書籍
- 橋本清『52(fifty two)川﨑宗則：オフィシャルbook』徳間書店、2010年3月。ISBN 978-4198629229。